# Margrit Klinger
Margrit Klinger (née le 22 juin 1960 à Hönebach) est une athlète allemande, spécialiste des courses de demi-fond. 
Représentant la République fédérale allemande, elle remporte la médaille de bronze du 800 mètres aux championnats d'Europe 1982 en 1 min 57 s 22, devancée par les Soviétiques Olga Mineyeva et Lyudmila Veselkova.
Elle se classe troisième de la Coupe d'Europe des nations 1983, quatrième des championnats du monde de 1983 et septième des Jeux olympiques de 1984.

## Palmarès
| Date | Compétition           | Lieu        | Résultat | Épreuve | Performance   |
| ---- | --------------------- | ----------- | -------- | ------- | ------------- |
| 1982 | Championnats d'Europe | Athènes     | 3e       | 800 m   | 1 min 57 s 22 |
| 1983 | Championnats du monde | Stuttgart   | 4e       | 800 m   | 1 min 58 s 11 |
| 1984 | Jeux olympiques d'été | Los Angeles | 7e       | 800 m   | 2 min 00 s 65 |

## Records
| Épreuve    | Performance   | Lieu    | Date             |
| ---------- | ------------- | ------- | ---------------- |
| 800 mètres | 1 min 57 s 22 | Athènes | 8 septembre 1982 |